# Tegallalang (plaats)
Tegallalang is een bestuurslaag in het regentschap Gianyar van de provincie Bali, Indonesië. Tegallalang telt 9941 inwoners (volkstelling 2010). De plaats ligt in de nabijheid van Ubud en wordt veel door dagtoeristen bezocht vanwege de rijstvelden die tegen de soms steile hellingen van de heuvels zijn aangelegd.